# Parotomys
Parotomys és un gènere de rosegadors de la família dels múrids. Les dues espècies d'aquest grup són oriündes de l'Àfrica Austral. Tenen una llargada de cap a gropa de 14-17 cm, la cua de 8–12 cm i un pes de 90–150 g. El pelatge dorsal és de color marró groguenc o marró rogenc, mentre que el ventral és blanc o de color marró pàl·lid. Tenen el cos rodanxó i les orelles força petites.